# Henryk Ostrowiński
Henryk Ostrowiński vel Henryk Salamski vel Zbigniew Opaliński vel Andrzej Łapiński pseud.: Smyk, Szlemik, Jaśmin (ur. 18 września 1924 w Warszawie, zm. w 2000) – żołnierz Wojska Polskiego, Armii Andersa i Polskich Sił Zbrojnych, oficer Armii Krajowej, podporucznik łączności czasu wojny, cichociemny.

## Życiorys
W 1939 roku uczył się w Korpusie Kadetów Nr 1 we Lwowie. We wrześniu 1939 roku nie został zmobilizowany. W kwietniu 1940 roku został zesłany w głąb ZSRR. W lutym 1942 roku wstąpił do Armii Andersa, przydzielono go do 2 kompanii 24 pułku piechoty 8 Dywizji Piechoty. Jednocześnie uczył się w Szkole Podchorążych. We wrześniu 1942 roku został przerzucony do Wielkiej Brytanii i przydzielony do Sekcji Dyspozycyjnej Naczelnego Wodza.
Po konspiracyjnym przeszkoleniu w łączności radiowej został zaprzysiężony 10 lipca 1943 roku w Oddziale VI Sztabu Naczelnego Wodza. Zrzutu dokonano w nocy z 14 na 15 września 1943 roku w ramach operacji „Neon 10” dowodzonej przez por. naw. Władysława Krywdę. W październiku 1943 roku Ostrowiński dostał przydział do Oddziału V Łączności sztabu Komendy Głównej AK. Służył jako radiotelegrafista Kompanii „Kram” Batalionu „Iskry”. Od kwietnia do lipca 1944 roku służył jako dowódca 2 plutonu radiołączności w Oddziale Partyzanckim „Pająk” pełniącym funkcję oddziału radiołączności przy Oddziale V Łączności sztabu Okręgu Lublin AK.
Po wojnie pozostał w Polsce. Od lutego 1946 roku pracował jako meteorolog i pomocnik synoptyka w PLL LOT. W 1947 roku ujawnił się i powrócił do prawdziwego nazwiska. W 1949 roku zdał maturę w Liceum Ogólnokształcącym dla Dorosłych w Warszawie, a 1953 roku uzyskał dyplom inżyniera łączności na Wydziale Elektrycznym Wieczorowej Szkoły Inżynierskiej. Od 1949 roku pracował w Instytucie Meteorologii i Gospodarki Wodnej (wtedy Instytut Hydrologiczno-Meteorologiczny), od 1954 roku na stanowisku kierownika sekcji Pracowni Telekomunikacyjnej, a od 1962 roku – jako adiunkt naukowo-badawczy. Po przejściu na emeryturę w 1984 roku pracował na część etatu do 1989 roku.

## Ordery i odznaczenia
- Krzyż Srebrny Orderu Viruti Militari
- Krzyż Kawalerski Orderu Odrodzenia Polski.

## Życie rodzinne
Był synem Ludwika (ur. 1896), kapitana administracji WP, i Kunegundy z domu Heydrych. W 1952 roku ożenił się z Aliną Konat (ur. 1932), z którą miał troje dzieci: Janusza (ur. w 1953 roku), Krzysztofa (ur. w 1955 roku) i Annę (ur. w 1957 roku).